# Джанкарло Превіато
Джанкарло Ісраель Превіато (порт. Giancarlo Israel Previato; 14 травня 1993, Рібейран-Прету) — бразильський футболіст, півзахисник клубу «Дордой».

## Кар'єра
Джанкарло атакуючий півзахисник (плеймейкер), займався у футбольній академії ФК «Оле Бразил», що входить в штат Сан-Паулу. Почав грати на професійному рівні з 17 років.
Останнім часом виступав на правах оренди в Киргизстані за провідну команду країни — «Дордой» (Бишкек), за яку провів півтора року і ставав чемпіоном, а також володарем кубку і Суперкубка цієї країни. Найяскравішим моментом в кар'єрі бразильца можна назвати матч у відповідь за Суперкубок Киргизстану 2012 року, в якому він відрізнився дублем.
Завдяки фантастичній техніці і чудовим передачам неодноразово удостоювався журналістами звання самого технічного футболіста чемпіонату Киргизстану. Мав пропозиції з італійської Серії B, але вибрав Україну. Перш ніж перейти у ФК «Суми», провів деякий час у «Арсеналі» (Київ).
Влітку перейшов у свій попередній клуб «Дордой».

## Досягнення
- Чемпіон Киргизстану: 2011; 2012; 2014
- Володар Кубка Киргизстану: 2012; 2014
- Володар Суперкубка Киргизстану: 2012